# Leucaspis lowi
Leucaspis lowi är en insektsart som beskrevs av Colvée 1882. Leucaspis lowi ingår i släktet Leucaspis och familjen pansarsköldlöss. Arten är reproducerande i Sverige. Inga underarter finns listade i Catalogue of Life.